# Syncthing
Syncthing是一个开源的文件同步客户端与服务器软件，采用Go语言编写。它可以在本地网络上的设备之间或通过Internet在远程设备之间同步文件，使用了其独有的对等自由块交换协议。源代码托管在GitHub上

## 历史
Syncthing于2013年12月30日首次公开其二进制版本（V0.2）。
2014年10月，开发者决定将Syncthing重命名为“Pulse”但在11月17日，开发商决定不变更Syncthing的名字，并不再与Ind.ie.工作。Ind.ie的“Pulse”现在是Syncthing官方认可的分支。

## 技术
Syncthing使用go编写，实现的了多设备的文件同步功能。
Syncthing通过发现服务器寻找节点，如果节点不能直连的情况下，通过中继服务器穿透内网传输数据。用户可以自行搭建发现服务器和中继服务器，在程序里面也可以指定使用相应的服务器。
Syncthing 提供基于web的控制界面，这也便于远程服务器的使用。

## 媒体关注
在2014年5月20日的Security Now节目中，主持人史蒂夫·吉布森称赞Syncthing是BitTorrent Sync的一个潜在的开源替代品。

## 引用
1. ↑  . 2025年3月12日  [2025年3月13日].
2. ↑  . GitHub.   [17 June 2015]. （原始内容存档于2015-08-03）.
3. ↑  . GitHub.   [17 June 2015]. （原始内容存档于2015-10-29）.
4. ↑  . Pulse Forum.   [4 November 2014]. （原始内容存档于2015-07-01）.
5. ↑  .   [2015-10-17]. （原始内容存档于2015-07-02）.